# Atletisme als Jocs Olímpics d'estiu de 1908 - 3.500 metres marxa masculina
Els 3.500 metres marxa masculina van ser una de les dues proves de marxa disputades durant els Jocs Olímpics de Londres de 1908. La prova es va disputar en 14 de juliol de 1908 i és l'única vegada que s'ha disputat en uns Jocs. Hi van prendre part 23 atletes de 8 nacions diferents.

## Medallistes
| Or                  | Plata             | Bronze           |
| George Larner (GBR) | Ernest Webb (GBR) | Harry Kerr (AZN) |

## Resultats

### Primera ronda
Sèrie 1
Larner liderà tota la cursa.
| Posició | Nom            | País          | Temps         |
| ------- | -------------- | ------------- | ------------- |
| 1       | George Larner  | Regne Unit    | 15:32.0       |
| 2       | Harry Kerr     | Australàsia   | 16:02.2       |
| 3       | William Palmer | Regne Unit    | 16:33.0       |
| 4       | Paul Gunia     | Alemanya      | 16:38.0       |
| 5       | Sydney Sarel   | Regne Unit    | 17:06.0       |
| 6       | Arne Højme     | Dinamarca     | 17:23.4       |
| 7       | Jo Goetzee     | Països Baixos | 17:37.8       |
| —       | Bill Brown     | Regne Unit    | Desqualificat |

Sèrie 2
Webb no va tenir oposició, amb gairebé dos minuts sobre el segon classificat.
| Posició | Nom                 | País          | Temps         |
| ------- | ------------------- | ------------- | ------------- |
| 1       | Ernest Webb         | Regne Unit    | 15:17.2       |
| 2       | Charles Vestergaard | Dinamarca     | 17:07.0       |
| 3       | Einar Rothman       | Suècia        | 17:40.2       |
| 4       | Willem Winkelman    | Països Baixos | 17:57.6       |
| 5       | István Drubina      | Hongria       | 18:44.6       |
| 6       | Piet Ruimers        | Països Baixos | 18:44.6       |
| —       | Richard Quinn       | Regne Unit    | Desqualificat |
| —       | John J. Reid        | Regne Unit    | Desqualificat |

Sèrie 3
Com en les altres dues sèries, el guanyador va liderar la cursa des del principi. Amb tot, a diferència de les altres, en aquesta carrera Harrison es va mantenir més a prop de Goulding, i aquest sols guanyà per 10 segons.
| Posició | Nom             | País          | Temps   |
| ------- | --------------- | ------------- | ------- |
| 1       | George Goulding | Canadà        | 15:54.0 |
| 2       | Ralph Harrison  | Regne Unit    | 16:04.4 |
| 3       | Arthur Rowland  | Australàsia   | 16:08.6 |
| 4       | Ernest Larner   | Regne Unit    | 16:10.0 |
| 5       | John Butler     | Regne Unit    | 16:17.0 |
| 6       | Richard Wilhelm | Alemanya      | 17:33.8 |
| 7       | Jan Huijgen     | Països Baixos | 17:37.8 |

### Final
Webb, Goulding, i Harrison van ser els primers líders. Harrison va ser desqualificat poc després que Larner el passés. Al final de la primera milla, els quatre primers llocs havien consolidat les posicions finals.
| Posició | Nom                 | País        | Temps         |
| ------- | ------------------- | ----------- | ------------- |
| 1       | George Larner       | Regne Unit  | 14:55.0       |
| 2       | Ernest Webb         | Regne Unit  | 15:07.4       |
| 3       | Harry Kerr          | Australàsia | 15:43.4       |
| 4       | George Goulding     | Canadà      | 15:49.8       |
| 5       | Arthur Rowland      | Australàsia | 16:07.0       |
| 6       | Charles Vestergaard | Dinamarca   | 17:21.8       |
| 7       | Einar Rothman       | Suècia      | 17:50.0       |
| —       | William Palmer      | Regne Unit  | No finalitza  |
| —       | Ralph Harrison      | Regne Unit  | Desqualificat |